# Héctor Costa
Héctor José Costa Massironi (Montevideo, 30 luglio 1929 – 23 maggio 2010) è stato un cestista uruguaiano.

## Carriera
Con l'Uruguay ha disputato tre edizioni dei Giochi olimpici (Helsinki 1952, Melbourne 1956 e Roma 1960) e i Campionati del mondo del 1954.